# Erik Hansen (Kanute)
Erik Rosendahl Hansen (* 15. November 1939 in Randers; † 29. September 2014) war ein dänischer Kanute, der drei olympische Medaillen gewann.

## Sportliche Karriere
Erik Hansen hatte bei den Europameisterschaften 1959 sowohl über 500 Meter als auch über 1000 Meter den Endlauf im Einer-Kajak erreicht. Bei den Olympischen Spielen 1960 auf dem Albaner See gewann er im Einer-Kajak sowohl den Vorlauf als auch den Zwischenlauf. Im Finale siegte er mit einer Sekunde Vorsprung vor dem Ungarn Imre Szöllősi und dem Schweden Gert Fredriksson. Die danische 4-mal-500-Meter-Staffel mit Helmuth Nyborg Sørensen, Arne Høyer, Erling Jessen und Erik Hansen erreichte anderthalb Stunden später den dritten Platz hinter den Deutschen und den Ungarn.
1961 gewann Hansen bei den Europameisterschaften über 500 Meter Silber hinter dem Rumänen Aurel Vernescu. Über 1000 Meter erkämpfte er Bronze hinter dem Schweden Carl von Gerber und dem Rumänen Vasilie Nicoară. Zwei Jahre später erhielt Hansen bei den Weltmeisterschaften über 500 Meter Silber hinter Vernescu, über 1000 Meter siegte Hansen vor Vernescu. Bei den Olympischen Spielen 1964 belegte Hansen über 1000 Meter den siebten Platz.
1965 siegte Hansen bei den Europameisterschaften über 1000 Meter vor den Ungarn Imre Kemecsey und Imre Szöllősi. 1966 bei den Weltmeisterschaften in Ost-Berlin gewann über 500 Meter Aurel Vernescu und über 1000 Meter Oleksandr Schaparenko aus der Sowjetunion. In beiden Rennen gewann Erik Hansen die Silbermedaille. 1967 siegte Schaparenko über 1000 Meter auch bei den Europameisterschaften vor Erik Hansen. Bei den Olympischen Spielen 1968 gewann der Ungar Mihály Hesz vor Schaparenko und Hansen, nachdem Hansen im Halbfinale noch vor Schaparenko und Hesz gewonnen hatte.
1969 erkämpfte Erik Hansen bei den Europameisterschaften über 10.000 Meter Silber hinter Wiktor Zarjow aus der Sowjetunion. Bei den Weltmeisterschaften 1970 in Kopenhagen siegte über 10.000 Meter erneut Zarow vor Hansen. Zum Abschluss seiner internationalen Karriere belegte Hansen bei den Olympischen Spielen 1972 noch einmal den siebten Platz.
Der 1,82 m große Erik Hansen vom Kajakklubben Pagaj in Holstebro gewann von 1958 bis 1972 insgesamt 37 Landesmeistertitel. Er war später Immobilienmakler.